# Загір'я (Никловицький старостинський округ)
Загі́р'я —  село в Україні, у Самбірському районі Львівської області. Населення становить 177 осіб. Входить до складу Рудківської міської громади. Орган місцевого самоврядування — Никловицький старостинський округ Рудківської міської ради.